# Dům čp. 209 (Štramberk)
Dům čp. 209 stojí na ulici Plaňava ve Štramberku v okrese Nový Jičín. Roubený dům byl postaven v roce 1785. Byl zapsán do Ústředního seznamu kulturních památek ČR před rokem 1988 a je součástí městské památkové rezervace.

## Historie
Podle urbáře z roku 1558 bylo na náměstí postaveno původně 22 domů s dřevěným podloubím, kterým bylo přiznáno šenkovní právo, a sedm usedlých na předměstí. Uprostřed náměstí stál pivovar. V roce 1614 je uváděno 28 hospodářů, fara, kostel, škola a za hradbami 19 domů. Za panování jezuitů bylo v roce 1656 uváděno 53 domů. První zděný dům čp. 10 byl postaven na náměstí v roce 1799. V roce 1855 postihl Štramberk požár, při němž shořelo na 40 domů a dvě stodoly. V třicátých letech 19. století stálo nedaleko náměstí ještě dvanáct dřevěných domů.
Původní roubený dům čp. 199 byl postaven roce 1785. V roce 2006 byla provedena jeho generální rekonstrukce, při níž byla vyměněna značná část vadných prvků. Objekt je příkladem původní předměstské zástavby ve Štramberku.

## Stavební podoba
Dům je přízemní roubená stavba na obdélném půdorysu, je orientován štítovým průčelím k ulici. Dispozice roubené čási je trojdílná se síní, jizbou a komorou, zadní část je tvořena zděnou přístavbou. Stavba je roubená z tesaných trámů. Je postavena na vysoké omítnuté kamenné podezdívce, která vyrovnává svahovou nerovnost, je podsklepena s jedním vchodem. Štítové průčelí je tříosé s kastlíkovými okny. Štíty jsou svisle bedněné se dvěma okny, kabřincem nahoře a podlomenicí v patě štítu. V kabřinci je uvedeno datum výstavby a rekonstrukce domu. Střecha je sedlová. Krytinu střechy tvoří pásy lepenky.